# Sansetsukon

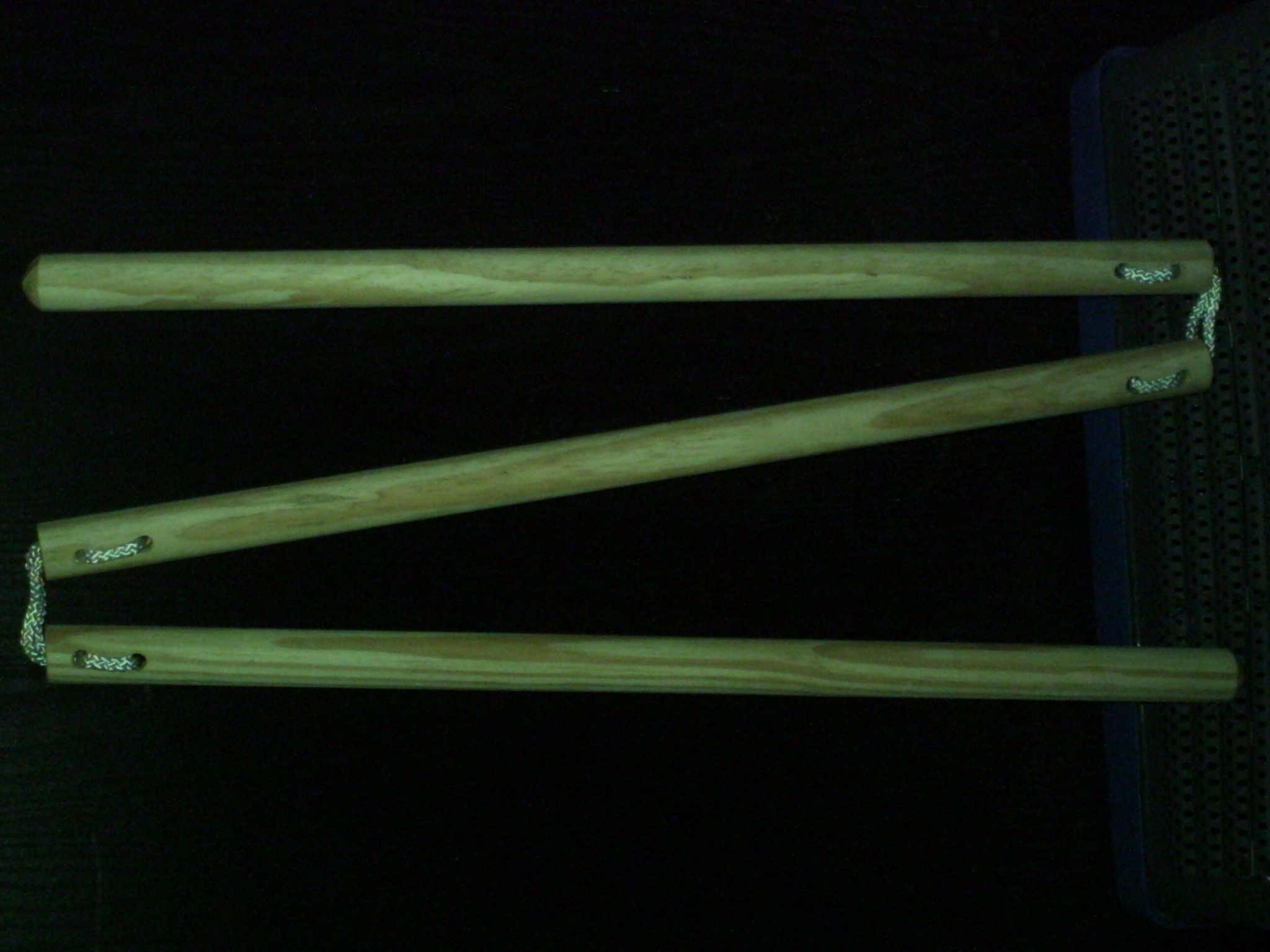
Un sansetsukon en bois.

Le sansetsukon (ou tribâton, ou encore fléau à trois sections ; du chinois : 三節棍 (sān jié gùn)), est une arme d'origine chinoise constituée de trois morceaux de bois ou de métal, reliés entre eux par une corde ou des anneaux métalliques. C'est une version plus grande et plus complexe que le nunchaku.
C'est une des armes les plus courantes du kobudō d'Okinawa, avec le tonfa ou le kama.
Cette arme est très ancienne puisqu'elle est mentionnée dans les Chroniques des Trois Royaumes écrites au IIIe siècle.
Cette arme permettait de frapper à de plus longues distances que le nunchaku. Le combattant pouvait en outre se protéger avec cette arme en lui faisant décrire deux cercles sur ses côtés.

## Culture populaire

### Films
- Dans le film La 36e Chambre de Shaolin, San Te (en) (joué par Gordon Liu) invente cette arme pour contrer la puissance des sabres jumeaux.
- Dans la série Saiyuki, Son Goku peut transformer son nyôibo (bâton magique) en sansetsukon, mais il s'en sert très peu.

### Manga
Dans les Chevaliers du Zodiaque, le sansetsukon fait partie des armes accompagnant l'armure de la Balance.
Dans Bleach, Ikkaku Madarame utilise une lance qui peut se changer instantanément en sansetsukon.
Dans Jujutsu Kaisen, Maki Zenin possède un sansetsukon dans sa panoplie d'arme.

### Jeux
- Dans le jeu Suikoden 2, Nanami se bat avec un sansetsukon.
- Dans Suikoden 5, Freyjadour Falenas, le héros, utilise une arme hybride, pouvant se transformer à volonté en bâton long ou en santesukon.
- Dans le jeu Shin Megami Tensei, cette arme compense son manque de puissance par sa précision et ses trois coups consécutifs.
- Dans le jeu mobile Fate/Grand Order, le servant Scáthach peut être aperçu maniant un sanketsukon durant l'une de ses animations d'attaque.
- Dans le jeu Devil May Cry 5, Dante remporte le sansetsukon, une des trois armes en une (avec le bâton et le triple nunchaku) après avoir terrassé King Cerberus.
- C'est l'arme d'Hideyoshi Toyotomi depuis sa première apparition jouable dans Samurai warriors : Extreme Legends. Dans le jeu d'origine, en tant que PNJ, ce dernier était équipé d'un simple Yari.
- Dans le jeu Zenless Zone Zero. le personnage de Qingyi utilise un Sansetsukon comme arme